# Inkognito (Spiel)
Inkognito ist ein Brettspiel von Alex Randolph und Leo Colovini aus dem Jahr 1988, das im selben Jahr den Sonderpreis „Schönes Spiel“ von der Jury des Spiel des Jahres erhielt. In Frankreich erhielt es 1989 den Großen Spielepreis (Grand Prix du Jouet).
Das Spiel erschien 1988 zuerst bei MB-Spiele. 2001 wurde es bei Winning Moves neu aufgelegt und vertrieben. Venice Connection lizenzierte das Spiel 2001 bei Winning Moves. 2006 erschien eine deutsch/italienisch/englische Ausgabe bei Rio Grande Games/Venice Connection/Winning Moves.
Es ist für vier Spieler angelegt. Eine Dreispielervariante existiert, spielt sich jedoch recht schleppend und unausgeglichen. Inkognito ist für Teilnehmer ab 12 Jahren konzipiert und dauert etwa eine Stunde.

## Ausstattung
Neben dem großen Spielplan (ca. 90 × 50 cm), der Spielanleitung und einem vorgefertigten Notizblock mit den Namen der fiktiven Teilnehmer enthält die Schachtel noch 16 Spielfiguren, einen Botschafter, das Menetekel, 4 Reisepässe, 4 Briefumschläge und 45 Karten. Der Spielplan stellt einen vereinfachten Stadtplan von Venedig dar, die Spielfiguren tragen venezianische Karnevalskostüme.

## Spielablauf
Es handelt sich bei Inkognito um ein Deduktionsspiel mit Glücks- und Strategieelementen. Die 4 Teilnehmer erhalten jeweils eine ausgeloste Identität und Karten einer Farbe zugeteilt. Die verschiedenen Figuren, die in diesem zur Karnevalszeit in Venedig stattfindenden Agentenwettlauf mitspielen sind:
- Colonel Bubble
- Lord Fiddlebottom
- Agent X
- Madame Zsa Zsa

Jeweils zwei dieser Charaktere (Colonel Bubble und Lord Fiddlebottom bzw. Agent X und Madame Zsa Zsa) arbeiten zusammen und versuchen, einen Geheimauftrag zu erledigen, der vorher ebenfalls gelost wurde. Dabei kann es sich um die Gefangennahme einer bestimmten Person handeln oder um das Erreichen bestimmter Positionen auf dem Spielbrett.

### Fortbewegung
Durch geschicktes Befragen und heimliche Mienen- und Handzeichen versucht man nun zunächst seinen Partner unter den Spielern zu finden und dann den gemeinsamen Geheimauftrag zu lösen. Dazu bewegen sich die 4 Agenten jedes Teilnehmers auf dem Spielplan, wobei die Bewegungen durch das Menetekel, eine Art Würfelfigur, die geschüttelt wird und welche die Zugmöglichkeit durch zehn farbige Kugeln anzeigt, gesteuert werden.
- Rote Kugel (zweimal vorhanden) bedeutet, dass eine der eigenen Figuren auf dem Landweg um ein Feld bewegt werden darf.
- Blaue Kugel (zweimal vorhanden) bedeutet, dass eine der eigenen Figuren auf dem Wasserweg um ein Feld bewegt werden darf.
- Gelbe Kugel (einmal vorhanden) ist ein Joker, den man entweder als rote oder als blaue Kugel verwenden darf.
- Bei einer schwarzen Kugel (zweimal vorhanden) darf man den Botschafter auf einem beliebigen Weg um ein Feld versetzen.
- Weiße Kugel (dreimal vorhanden) bedeutet, dass der Spieler hiermit keinen Zug machen darf.

Mit den blauen, roten und gelben Kugeln darf man nur eigene Agenten bewegen. Zur Befragung eines Mitspielers zieht man eine eigene Figur auf ein Feld, das mit einer dessen Figuren oder dem Botschafter belegt ist oder den Botschafter auf ein Feld, das mit einer eigenen Figur belegt ist. Danach wird die befragte Figur auf ein anderes Feld verbannt, so dass am Ende eines Zuges immer nur eine Figur auf einem Feld stehen kann.
Die Wasserwege erlauben wesentlich weitere Bewegungen als die Landwege; dafür sind weniger Felder über Wasser erreichbar.

### Befragung
Trifft man einen anderen Agenten oder den Botschafter, so darf man ihn entweder nach seiner Identität oder seinem Aspekt (jeder Mitspieler ist entweder klein, dünn, dick oder groß analog den Spielfiguren) befragen. Der Mitspieler muss dann entweder 2 Identitätskarten und 1 Aspektkarte zeigen oder umgekehrt. In beiden Fällen muss eine Karte der Wahrheit entsprechen, die anderen beiden nicht. Über die gezeigten Karten sollte man sich Notizen machen, da man nur einmal im Spiel die gleiche Kartenkombination zeigen darf. Nach der Befragung stellt der fragende Spieler die Figur des Mitspielers auf ein beliebiges freies und unnummeriertes Feld. Mit den nach und nach erhaltenen Informationen versucht man die Identität und Aspekte der Mitspieler zu deduzieren.

## Spielende
Glaubt ein Team, seinen Auftrag erfüllt zu haben, so reichen sich dessen Mitglieder die Hände und rufen „Mission erfüllt!“. Anschließend ist nachzuprüfen, ob dies tatsächlich der Fall war oder ob sie sich eventuell geirrt haben. Dann hat sofort das andere Team den Sieg davongetragen.

## Venice Connection
Der von Alex Randolph, Leo Colovini und Dario De Toffoli Mitte der 1990er Jahre gegründete italienische Verlag Venice Connection verwendet die Figuren von Inkognito als Label für den neu gegründeten Verlag.

## Kartenspiel
1996 erschien eine Kartenspielvariante als Mini Inkognito bei Venice Connection und 1997 bei Abacus mit 66 Karten und einem Ermittlungsblock. Dieses Spiel, das etwa 20 Minuten Spieldauer beansprucht, ist für 3 bis 5 Spieler ausgelegt und kann als reines Deduktionsspiel mit Teamworkcharakter gewertet werden.